# Helio Jaguaribe
Helio Jaguaribe de Mattos (Río de Janeiro, 23 de abril de 1923 - Río de Janeiro, 9 de septiembre de 2018) fue un sociólogo, politólogo y escritor brasileño.

## Biografía
En 1983 recibió un doctorado honorario de la Universidad de Mainz, Alemania. Nueve años después, en 1992, fue la Universidad Federal de Paraíba la que le otorgó el mismo título. También se licenció en la Universidad de Buenos Aires, en Argentina.
Teniendo en cuenta los innumerables problemas que enfrentaba la sociedad brasileña, Jaguaribe comenzó a reunirse con un grupo de intelectuales que compartían los mismos intereses. Estas personas, en su mayoría originarias de São Paulo y Río de Janeiro, se encontraron en el Parque Nacional de Itatiaia en 1952.
En 1953, representantes de Río decidieron fundar el Instituto Brasileño de Economía, Sociología y Política (Ibesp). Jaguaribe se convertiría en secretario general y director.
En 1955, el Instituto Superior de Estudos Brasileiros (Iseb) fue creado por miembros del Ibesp y decretado por el presidente Café Filho. Con ello se pretendía influir en las decisiones relativas a la orientación para el desarrollo. En los últimos meses de 1958, Iseb se vio afectado por una importante crisis interna. El detonante fue la publicación del libro El nacionalismo en la historia brasileña actual, escrito por Hélio y en el que hubo una fuerte crítica al nacionalismo exagerado que ahuyentó las inversiones de otros países en Brasil, retrasando el desarrollo del país.
En 1964 Jaguaribe criticó públicamente el golpe militar que derrocó al gobierno del entonces presidente João Goulart. Por eso se fue a vivir a Estados Unidos.
En 1988, Jaguaribe ayudó a fundar el Partido de la Social Democracia Brasileña, el PSDB. 
En 1992 renunció a sus funciones partidistas y aceptó el cargo de Secretario de Ciencia y Tecnología en el gobierno del entonces presidente Fernando Collor. Con su despido volvió a trabajar en el ámbito académico.
En 2006 recibió el Premio Konex Mercosurpor su aporte a las humanidades de Latinoamérica.

## Obra

### Libros
- Condições institucionais do desenvolvimento.
- O nacionalismo na atualidade brasileira. 1958.
- Political and economic development. 1958.
- La dominación de América Latina. 1972. Amorrortu editores
- La crisis del desarrollismo y la nueva dependencia. 1972. Amorrortu editores
- Political development: a general theory and a latin american case study. 1973.
- Brasil: crise e alternativas. 1974.
- Introdução ao desenvolvimento social. 1979.
- El nuevo escenario internacional. 1985.
- Sociedade e cultura. 1986.
- Alternativas do Brasil. 1989.
- Crise na república - 100 anos depois: primeiro ou quarto mundo?. 1993.
- Brasil hoy: perspectivas sociales y políticas, implicancias sobre el Mercosur. 1994.
- Brasil, homem e mundo: reflexão na virada do século. 2000.
- Um estudo crítico da história. 2001.
- Brasil: alternativas e saídas. 2002.

### Libros en conjunto con otros autores y compilaciones
- La nueva dependencia. 1969.
- La dependencia político-econômica de América Latina. 1970.
- Problems of world modeling. 1977.
- La política internacional de los años 80: una perspectiva latinoamericana. 1982.
- A democracia grega. 1982.
- Brasil: sociedade democrática. 1985.
- Brasil, 2000. 1986.
- Brasil: reforma ou caos. 1989.
- A proposta social-democrata. 1989.
- Sociedade, estado e partidos, na atualidade brasileira. 1992.
- Transcendência e mundo na virada do século. 1994.
- Economia mundial em transformação. 1994.
- Brasil: proposta de reforma, subsídios para revisão constitucional e planejamento estratégico. 1994.
- Desenvolvimento, tecnologia e governabilidade. 1994.
- Eleições 1994: cenários políticos (con Francisco Weffort). 1994.
- Sagrado e profano: XI retratos de um Brasil, fim de século. 1994.
- El Estado en América Latina. 1995.
- Argentina y Brasil en la globalización (con Aldo Ferrer). 2001.